# 한착
한착(寒浞)은 고대 중국 전설상의 인물로, 하나라를 빼앗은 예의 유궁씨를 찬탈하였다.
전하는 이야기에 의하면, 유궁씨(有窮氏)의 군주인 예(羿)가 하나라의 상에게서 왕위를 빼앗고 하나라를 대신 다스렸는데, 활솜씨를 믿고 백성을 돌보지 않고 사냥에 빠졌다고 한다. 예는 무라(武羅), 백곤(伯困), 웅곤(熊髡), 방어(尨圉) 등 어진 신하들을 버리고 백명씨(伯明氏) 출신의 한착을 신임하여 기용하였다. 한착은 안에서는 아부를 하고 밖에서는 뇌물을 써서, 백성들을 속이고 예를 사냥에 나가도록 하였다. 그 사이 한착은 일을 꾸며 나라를 획책하였고 안팎의 사람들이 모두 한착을 따랐다. 결국 예는 한착에게 돌아선 집안 사람들에게 죽임을 당하였다. 한착은 예의 아내와 결혼하여 그 사이에서 아들 요(澆)와 희(豷)를 낳았다. 하지만 한착도 거짓과 술수에 의존하여 백성을 덕으로 다스리지 못하였다고 한다. 한착은 아들들을 시켜 군사 행동을 벌이고, 요를 과(過), 희를 과(戈) 땅에 봉하였다. 그러나 결국 소강(하나라 군주였던 상의 아들)을 추대하는 제후 세력들에 의해 한착과 그 아들들은 살해되었고, 유궁씨는 멸망했다고 한다.

## 같이 보기
- 예 (전설)